# گرومینگ کودکان
گرومینگ کودک (به انگلیسی: Child grooming) دوستی و برقراری ارتباط عاطفی با خردسالان زیر سن رضایت و گاهی اوقات خانواده کودک است تا از بازداری‌های کودک با هدف سوء استفاده جنسی کم کند. گرومینگ کودکان همچنین به‌طور منظم برای فریب دادن خردسالان به کسب و کارهای غیرقانونی مختلف مانند قاچاق کودک، فحشا کودک، قاچاق جنسی سایبری، یا تولید پورنوگرافی کودکان استفاده می‌شود.
این جرم از زمان کنوانسیون بین‌المللی مبارزه با قاچاق زنان و کودکان که در سال ۱۹۲۱ به عنوان یک معاهده چندجانبه جامعه ملل که به معضل قاچاق بین‌المللی زنان و کودکان می‌پردازد مورد توافق قرار گرفت، به طرق مختلف ممنوع شده‌است. این نوع قاچاق در آن زمان بین‌المللی بود. مفهوم گرومینگ محلی، که در آن گروه‌های تبهکار به قربانیان محلات برای سوءاستفاده از آنان نزدیک شده و با آنان ارتباط برقرار می‌کنند، در سال ۲۰۱۰ توسط مرکز بهره‌کشی از کودکان و حمایت آنلاین بریتانیا تعریف شد.

## مشخصات
گرومرها برای برقراری رابطه نزدیک با کودک و خانواده کودک، ممکن است چندین کار را انجام دهند: ممکن است سعی کنند با کودک یا والدین، با هدف دسترسی آسان به کودک، با دوست شدن با آنان اعتماد کودک یا والدین را جلب کنند. یک رابطه قابل اعتماد با خانواده به این معنی است که والدین کودک کمتر احتمال دارد اتهامات احتمالی را باور کنند. گرومرهای کودک ممکن است به دنبال فرصت‌هایی برای گذراندن وقت با کودک به تنهایی باشند، که می‌تواند با ارائه خدمات نگهداری از کودک انجام شود. گرومرها همچنین ممکن است کودک را برای شب ماندن در خانه شان و به اشتراک گذاشتن فرصت طلبانه در رختخواب دعوت کنند. آنها ممکن است در ازای تماس جنسی یا بدون هیچ دلیل مشخصی به کودک هدیه یا پول بدهند. معمولاً آنها پورنوگرافی را به کودک نشان می‌دهند یا در مورد موضوعات جنسی با کودک صحبت می‌کنند، به این امید که پذیرش چنین اعمالی برای کودک آسان شود و در نتیجه این رفتار هنجاری سازی شود. آنها همچنین ممکن است مرتکب در آغوش گرفتن، بوسیدن یا سایر تماس‌های فیزیکی، حتی زمانی که کودک آن را نمی‌خواهد بشوند.
مظنونان مجرم برای دفاع از اقداماتی مانند ارتباطات آنلاین از اصطلاح " دفاع فانتزی " استفاده کرده‌اند، این استدلال که آنها فقط به بیان خیالات و نه برنامه‌های رفتاری آینده پرداخته‌اند. در ایالات متحده، رویه قضایی بین این دو تمایز قائل می‌شود و برخی از افراد متهم به «گرومینگ» با موفقیت از این دفاع استفاده کرده‌اند.

## جرایم جنایی

### عمومی
کمیته کنوانسیون جرایم سایبری شورای اروپا در گزارش خود به نام «حمایت از کودکان در برابر سوء استفاده از طریق فناوری‌های جدید» به مسائل نوظهور خشونت علیه کودکان از طریق استفاده از فناوری‌های جدید پرداخت (مسئله پورنوگرافی کودکان در اینترنت قبلاً در ماده ۹ کنوانسیون پوشش داده شده‌است). با اشاره خاص به گرومینگ هم از طریق اینترنت و هم از طریق تلفن همراه.
برخی از کشورها قبلاً در قوانین ملی خود گرومینگ را جرم انگاری کرده‌اند. تجزیه و تحلیل این قوانین نشان می‌دهد که برخی ممکن است با قوانین و/یا شیوه‌های موجود زائد باشند.

### کانادا
در کانادا، بخش ۱۷۲٫۱ قانون جزا، برقراری ارتباط با کودک از طریق یک سیستم کامپیوتری برای ارتکاب یک جرم جنسی (که اصطلاحاً «فریب کردن کودک» نامیده می‌شود) جرم محسوب می‌شود.

### ایالات متحده
در ایالات متحده، 18 U.S.C. § 2422(b) استفاده از پست، تجارت بین ایالتی و غیره برای ترغیب یک خردسال به فعالیت جنسی که هر شخصی می‌تواند به دلیل آن متهم به یک جرم جنایی شود، جرم فدرال است. 18 U.S.C. § 2425 انتقال اطلاعات در مورد افراد زیر ۱۶ سال برای این منظور را جرم فدرال می‌داند. برخی از ایالت‌ها قوانین دیگری برای اغوا کردن کودک به صورت آنلاین دارند، مانند قانون فلوریدا که «استفاده از رایانه برای اغوا کردن کودک» را جرم می‌داند.
قوانین متمرکز بر «گرومینگ» برای اولین بار به صورت فدرال علیه جری آلن پنتون آلابامیایی در سال ۲۰۰۹ اجرا شد. پنتون به خاطر این اقدام ۲۰ سال زندان و ۲۰ سال دیگر به دلیل توزیع و در اختیار داشتن پورنوگرافی کودکان محکوم شد.